# José Ariel Núñez
José Ariel Núñez Portelli (ur. 12 września 1988 w Asunción) – paragwajski piłkarz grający na pozycji napastnika w Olimpii Asunción, do której jest wypożyczony z Brøndby IF.

## Kariera klubowa
Núñez rozpoczął karierę w 2006 w Club Libertad. W 2008 przeszedł do Club Presidente Hayes, jednak jeszcze w tym samym roku trafił do Tacuary Asunción. W 2010 wrócił do Libertad. W lipcu 2013 został wypożyczony do CA Osasuna. W styczniu 2014 podpisał czteroletni kontrakt z Brøndby IF. W duńskim klubie zadebiutował 23 lutego 2014 w meczu z Aalborg BK. 30 marca 2014 w wygranym 1:0 meczu z Viborg FF strzelił swojego pierwszego gola dla Brøndby, będącego jednocześnie pierwszym golem paragwajskiego zawodnika w historii ligi duńskiej. W czerwcu 2015 został wypożyczony na rok z opcją pierwokupu do Olimpii Asunción.

## Kariera reprezentacyjna
W reprezentacji Paragwaju zadebiutował w 2009 roku.